# Padrastro (uña)

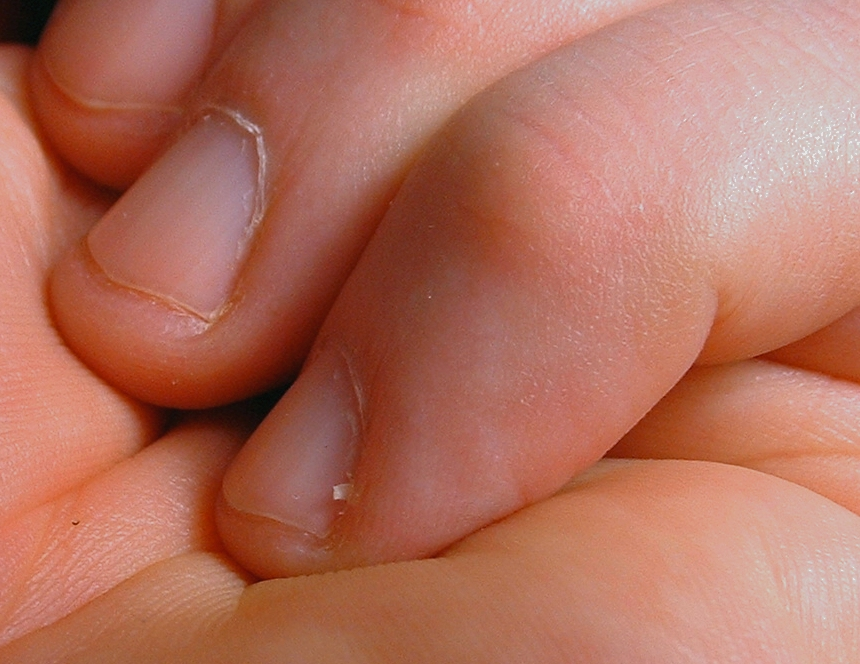
Un padrastro en el dedo meñique de la mano izquierda

Un padrastro, también llamado uñero, es un trozo pequeño de piel que se levanta junto a las uñas, causando molestias y ocasionalmente dolor. Se quitan con ayuda de unas tijeras adecuadas. Luego se cura la zona con lociones desinfectantes locales.

## Complicaciones
Los padrastros pueden infectarse y causa la paroniquia, un tipo de infección que se produce en la piel alrededor de las uñas. Los tratamientos para la paroniquia varían con la gravedad, que puede incluir el remojo en agua salada caliente, el uso de medicamentos antibióticos orales, o la punción clínica. A veces, la paroniquia se puede complicar y se puede producir un absceso, con cambios permanentes de la forma de la uña o la propagación de la infección.